# Endom
Endom es una comuna camerunesa perteneciente al departamento de Nyong-et-Mfoumou de la región del Centro.
En 2005 tiene 14 789 habitantes, de los que 1758 viven en la capital comunal homónima.
Se ubica al este de la capital nacional Yaundé.

## Localidades
Comprende, además de Endom, las siguientes localidades:
- Akak
- Akoaloui
- Atong
- Beta
- Biba
- Bikomam
- Bikoum
- Binyenyali
- Bitetele
- Bitsok Adjap
- Biyeng
- Eboman
- Edjom
- Efoulan
- Ekomba
- Ekoudou
- Enonen
- Esseng
- Eyek
- Koutekomo
- Kpwamendjing
- Kpwamendjing
- Man
- Mebassa I
- Mebem
- Mebomo
- Medjeme
- Mefindi
- Meyemaya
- Meyo
- Mfouladja
- Monengombo
- Ndombe
- Ngoui
- Nko'oveng
- Nkoambang
- Nkolmewout
- Nkolse
- Nkoltom
- Nkomendong
- Nyadogo
- Tap
- Tombo
- Zomo
- Zoulou